# Jag är trött på tonårsdrömmen
Jag är trött på tonårsdrömmen är en låt av den svenska punkrockgruppen Noice. Låten släpptes som den nionde låten på deras debut album Tonårsdrömmar släppt 1979. "Jag är trött på tonårsdrömmen" skrevs av basisten Peo Thyrén och vid under två minuter lång är det den kortaste låten på albumet. 
Låten var även med på deras samlingsalbum Flashback Number 12.
"Jag är trött på tonårsdrömmen"s text säger att det är svårt att vara tonåring och att vuxna ej förstår sig på dom. 

## Musiker
- Hasse Carlsson – sång/gitarr
- Peo Thyrén – elbas
- Freddie Hansson – klaviatur
- Robert Klasen – trummor